# Nice Jazz Festival
Le Nice Jazz Festival, appelé à l'origine Le festival du jazz, est un festival de musique organisé à Nice en France une première fois en 1948, puis tous les ans depuis 1971. Il est parfois considéré comme « le premier festival de jazz à avoir acquis une importance internationale ».
L'édition 2020, initialement prévue du 17 au 21 juin, est annulée par les autorités locales le 25 avril, en raison de la pandémie de coronavirus.

## Histoire
La première édition du festival international de jazz de Nice, organisée par Jacques Hebey (cocréateur en 1960 de Jazz à Juan) sous la direction artistique d’Hugues Panassié, président du Hot Club de France, a lieu du 22 au 28 février 1948,. Louis Armstrong et son groupe The All Stars et Django Reinhardt en sont les vedettes principales,.
Le festival se déroule à l'opéra de Nice, et au casino municipal de la place Masséna.
Pendant le festival, plusieurs artistes étaient présents : Louis Armstrong, Barney Bigard, Francis Burger, Sidney Catlett, Suzy Delair, Baby Dodds, Challain Ferret (de), Stéphane Grappelli, Earl Hines, Jean Leclère, Claude Luter, Mezz Mezzrow, Velma Middleton, Yves Montand, Django Reinhardt, Joseph Reinhardt, Arvell Shaw (en), Jimmy Skidmore, Emmanuel Soudieux, Rex Stewart, Jack Teagarden et Louis Vola.
Le 28 février 1948, Suzy Delair a chanté C'est si bon à l'Hôtel Negresco lors de ce Festival. Louis Armstrong était présent et a adoré la chanson. Le 26 juin 1950, il enregistre la version américaine de la chanson (paroles anglaise de Jerry Seelen) à New York avec l'orchestre de Sy Oliver. À sa sortie, le disque connut un succès mondial et la chanson fut ensuite reprise par les plus grands chanteurs internationaux.
Le festival ne reprendra qu'en 1971, organisé par la ville de Nice dans le jardin Albert-Ier au Théâtre de verdure, à la suite de la suspension du festival de jazz d'Antibes - Juan-Les-Pins.

### 1974-1979: La Grande Parade du Jazz
En 1974, l'organisation du festival est confiée au producteur américain George Wein, créateur du Newport Jazz Festival en 1954, aux côtés de Jean-Louis et Simone Ginibre. Le festival est rebaptisé Grande Parade du Jazz, et trouve son lieu de prédilection aux arènes de Cimiez sur les hauteurs de Nice. Les concerts ont lieu simultanément sur trois scènes (arènes, Matisse, jardins) autour d'un grand parc d'oliviers consacré à la restauration, aux échoppes, qui se prête à l'accueil d'un public familial.
La configuration des lieux permet aux organisateurs d'accueillir simultanément plusieurs styles de musique (bebop, blues, jazz fusion, new orleans, etc.), avec différentes générations de musiciens, des artistes locaux et des stars internationales. Les spectateurs, dont beaucoup découvrent ainsi le jazz, déambulent d'une scène à l'autre en fonction des programmes, qui changent toutes les heures ; ils peuvent s'allonger sur les pelouses face à la scène des jardins, ils peuvent danser sur les planches devant la scène Matisse, ils croisent parfois les musiciens qui profitent aussi des spectacles. L'atmosphère festive et le concept scénique attirent un public à la fois local et international. Les rues de Nice participent également à la fête avec chaque jour des parades et des concerts improvisés. Les musiciens se retrouvent le soir à l'hôtel Beach Regency où le spectacle se prolonge en jam sessions tard dans la nuit.
La notoriété de la Grande Parade du Jazz se développe encore avec les enregistrements de Jean-Christophe Averty diffusés à la télévision. La Grande Parade du Jazz reste pour les amateurs l'âge d'or du festival.
|                           |
| Parc des arènes de Cimiez |

|             |
| Les jardins |

|            |
| Les arènes |

### 1980-1993: JVC Nice Jazz Festival
Avec l'arrivée du mécénat, le festival devient en 1980 JVC Grande Parade du Jazz puis JVC Nice Jazz Festival en 1992. JVC est alors partenaire de plusieurs grands festivals de jazz à travers le monde, dont celui de Newport ou de Londres.
La recherche d'un équilibre financier par l'augmentation de la fréquentation nécessite l'ouverture de la programmation à d'autres courants musicaux : world music, reggae, rock, toujours aux côtés de grandes figures du jazz et du blues.

### Depuis 1994: Nice Jazz Festival
En 1994, la mairie de Nice doit se séparer de la gestion du festival, et confie son organisation à une entreprise privée : 
- 1994-1996 : Association Les Alizées, Nice Jazz Productions SARL
- 1997 : Viviane Sicnasi (responsable de la communication et des relations presse de la Grande Parade depuis 1974)
- 1998-2000 : Michel Leeb
- 2001-2007 : Viviane Sicnasi Production (délégation de service public)
- 2008-2010 : Gérard Drouot Production (délégation de service public)[8]

En 2011, la Ville reprend la direction du festival, en sous-traitant la direction artistique :
- 2011 : Reprise en régie municipale avec Harry Lapp en tant que directeur artistique, abandon du site de Cimiez et retour aux jardins Albert 1er[9].
- 2012 : Harry Lapp
- 2013 : Sébastien Vidal, association Jazz from The Duke[10].
- Depuis 2014 : Sébastien Vidal, association Le Duc des Lombards[11].

## Programmation
Depuis 1974, le Nice Jazz festival se déroulait de 19 heures à 0 h 30 tous les ans au mois de juillet durant huit jours, puis il est réduit à seulement 5 jours en 2011.
Le Nice Jazz Festival présentait depuis 1994 une affiche de moins en moins marquée jazz (Leonard Cohen, Maxime Le Forestier, Julien Doré, Phil Collins, Jacques Higelin, Laurent Garnier, Earth, Wind and Fire…), se voulant plus éclectique pour répondre aux goûts variés du public selon les organisateurs, et attirer un plus grand nombre de spectateurs. En 2011, la programmation revient nettement au jazz et à ses proches courants. Mais en 2014 elle renoue avec des concerts plus grand public avec notamment Patrice (reggae), Metronomy et Cassius (electro), Deep Purple (hard rock), les Gipsy Kings ou Iggy Pop.

### 2001[12]
21-28 juillet
- Samedi : Kool & the Gang, Solomon Burke, Syl & Jimmy Johnson (en), Gil Scott-Heron, Siedah Garrett, Ted Levy, Art of Four (Billy Cobham, Ron Carter, James Williams, Donald Harrison), John Ellison (en)
- Dimanche : Cesária Évora, Omara Portuondo, Jerry González (en) & Fort Apache Band, Los Acereko, Chano Domínguez, Orlando Poleo, El Indio, Márcio Faraco, Jaleo
- Lundi : St Germain, Erik Truffaz, Brooklyn Funk Essentials, Mino Cinelu + DJ, Zuco 103, Bugge Wesseltoft, Julien Lourau, Jazzanova, Les misters de l’ouest
- Mardi : Ray Brown, Brad Mehldau, Pink Martini, Eagle-Eye Cherry, Richard Bona, Mukta, Anja Garbarek, Esbjörn Svensson, Ex-Centric Sound System
- Mercredi : B. B. King, Van Morrison, Dr John,  Bill Wyman, Marva Wright (en), Linda Hopkins, Afel Bocoum
- Jeudi : Henri Salvador, Cheb Mami, Michel Portal, David Linx, Jean-Michel Pilc, André Persiany
- Vendredi : Dee Dee Bridgewater, Suzanne Vega, Bebel Gilberto, Lisa Ekdahl, Patricia Barber, Djura, Susana Baca
- Samedi : Rokia Traoré, Baaba Maal, Positive Black Soul, Tiken Jah Fakoly, Mahotella Queens, Mario Canonge, Nguyên Lê, Régis Gizavo

## Fréquentation et budget

### Fréquentation
Nombre d'entrées :
- 2018 : 40 100[13]
- 2017 : 38 400[13]
- 2016 : festival annulé[14]
- 2015 : 46 300 (payants) (+10.0%)[15]
- 2014 : 42 000 (+10,0 %)
- 2013 : 38 000 (+17,0 %)[16]
- 2012 : 32 500 (+ 6,5%)[16]
- 2011 : 30 500[16]
- 2006 : 41 000[17],[18]
- 2002 à 2007 : environ 44 000[19]
- 2001 : 55 000[19]

### Budget
- 2006 : Budget de 2,5 millions dont 997 000€ attribués par la ville de Nice[18].
- 2013 : dépenses 3 187 000 euros ht, recettes 1 175 000 euros ht[16]
- 2012 : dépenses 3 064 000 euros ht, recettes 1 081 000 euros ht[16]